# 11011 KIAM
KIAM (asteróide 11011) é um corpo celeste do Cinturão de Asteroides, localizado entre Marte e Júpiter, a 1,9049793 UA. Possui uma excentricidade de 0,2057233 e um período orbital de 1 356,67 dias (3,72 anos).
KIAM tem uma velocidade orbital média de 19,23240189 km/s e uma inclinação de 3,00656º.
Este asteróide foi descoberto em 22 de Outubro de 1981 por Nikolai Chernykh.